# Туймекент
Туймеке́нт (до 4 мая 1993 года — Будённовка, ранее — Акжа́р, Шапова́ловка, каз. Түймекент) — аул в Байзакском районе Жамбылской области Казахстана, административный центр Туймекентского сельского округа. Код КАТО — 313653100.

## География
Аул расположен в юго-центральной части Байзакского района, на правом берегу реки Талас, в 18 километрах к северо-востоку от районного центра, села Сарыкемер, в 30 километрах к северо-востоку от областного центра, города Тараз. Ближайшая железнодорожная станция Акчулак — расположена в 19 километрах к юго-востоку от села (по дороге — 21,7 км). Соседние населённые пункты: Косы батыр в 1,6 километрах к востоку, Жакаш в 2 километрах к юго-востоку, Дихан в 3 километрах к юго-западу, Кокозек в 4 километрах к северо-востоку, Акжар в 4 километрах к северу. Населённый пункт осуществляет транспортное сообщение по автодороге КН-6 (Акчулак — Туймекент — Сарыкемер — Тараз). Высота центра населённого пункта — 491 метров над уровнем моря.

### Этимология
Название аула с казахского языка означает: «небольшой посёлок».

## История
Нынешний населённый пункт первоначально был основан в 1888 году как селение Шапова́ловское на Таласском участке заселения Аулиеатинского уезда Сыр-Дарьинской области. Контингент населения селения Шаповаловского по губерниям на 1892 год, согласно материалам И. И. Гейера выглядел следующим образом: Воронежская губерния — 12 семейств, Область Войска Донского — 5; Харьковская и Самарская губерний — по 2; Саратовская, Тамбовская, Уфимская, Пензенская губерний и Семиреченская область — по 1 семейству. На 1909 год, Шаповаловка числилась в составе Михайловской волости (волостное село — Михайловка) Аулиеатинского уезда. На 1912 год, в селении Шаповаловском числилось 538 душ обоего пола, 892 крупного и 259 мелкого скота и 2750 десятин, в том числе под угодьями — 2600.
Согласно переписи 1920 года в селе проживали 767 человек; а преобладающим языком среди населения являлся украинский. Численность населения волости составляла 2597 человек. 15 апреля 1925 года, на основании постановления пленума Сыр-Дарьинского губисполкома от 8—9 апреля 1925 года, Михайловская волость была разделена и присоединена в составы Кенесской и Таласской волостей. 17 января 1928 года волости Аулиеатинского уезда были присоединены в состав Сыр-Дарьинского округа; из Ассинской (часть), Карабакирской, Кенесской, Кум-Арыкской и части Таласской волостей был образован Аулие-Атинский район, с административным центром в городе Аулие-Ата, который вошёл в состав Южно-Казахстанской области в 1932 году.
В 1938 году был образован Свердло́вский райо́н с административным центром в селе Михайловка. Указом Президиума Верховного Совета СССР от 14 октября 1939 года «Об образовании Семипалатинской, Акмолинской и Джамбулской областей в составе Казахской ССР», Свердловский район был присоединён в состав новообразованной Джамбулской области. Постановлением Пpезидиума Веpховного Совета Республики Казахстан от 4 мая 1993 года «Об упоpядочении тpанскрибиpования на pусском языке казахских топонимов, наименовании и пеpеименовании отдельных администpативно-теppитоpиальных единиц Республики Казахстан», село Будённовка было переименовано в село Туймеке́нт.

## Достопримечательности

### Городище Туймекент
К юго-востоку от аула располагается средневековое городище Туймекент, датированное VI—XII веками и входившее в состав Таразской городской округи:66. Впервые городище было описано соратником русского историка В. В. Бартольда — С. М. Дудиным:13:

Крепость окружена валом и широким, но не глубоким рвом. Вал сложен из больших сырцовых кирпичей без примеси галешника. Сырец вероятно, приготовлялся на месте из глины, вынутой из рва (который раньше был несомненно глубже), как это деляется и теперь сартами и киргизами при возведении каких-бы то ни было глинобитных построек. Очевидно, на месте вала прежде были стены, но от времени они осыпались, сделались значительно ниже и приняли наконец ту форму, какую имеют в настоящее время.
— Отчёт о поездке в Среднюю Азию, Бартольд
В. В. Бартольд, непосредственно предполагал, что, городище Туймекент может быть, значительно древнее другого городища региона — Садыр-Кургана, а также привёл народную легенду о появлении названии Туймекент:13:

Постройкой Ахыр-таша занимались двое богатырей, отец и сын; отец строил, сын приносил камни с окрестных гор. Отец строго запретил сыну оглядываться по сторонам; но когда прошла прекрасная царица Тойма, сын не утерпел, взглянул на неё, увлекся ею и, бросив работу, пустился её преследовать. Царица и её спутницы бросали в преследующего комьями земли, из которых выросли семь холмов (Джиты-тепе); но это не остановили юношу. Наконец, царица в изнеможения упала на землю и испустила дух; на этом месте в память её и был выстроен Тоймакент.
— Отчёт о поездке в Среднюю Азию, Бартольд
Впоследствии, в 1936—1938 годах памятник был обследован Семиреченской археологической экспедицией Казахстанского филиала и ИИМК АН СССР под руководством советского археолога и историка А. Н. Бернштама. В 1986 году на городище работал отряд археологической экспедиции Свода памятников истории и культуры ИИАЭ АН Каз ССР под руководством К. М. Байпакова: был снят план, собран подъемный материал, отмечены следы разрушений, связанных с проведением дороги через территорию городища. Пострадала юго-западная часть городища, рухнувшая в пойму реки. В 2000 году обследовано ЮККАЭ ИА им. А. Х. Маргулана АН РК под руководством К. М. Байпакова. По предположениям ученых, в Туймекенте проживали до нескольких сотен человек (по меркам средневековья это значительное поселение), которые занимались земледелием и скотоводством, а также различными ремеслами.

## Современное состояние
На 2016 год, в ауле — 15 улиц, 10 переулков и микрорайон. Государственный проект «Дорожной карты», инициированной Президентом РК в 2010 году, — значительным образом способствовало к дальнейшую развитию населённого пункта: было отремонтировано здание Дома культуры имени Александра Нахмановича; построено новое почтовое отделение и реконструировано канал Сарыкемер—Акжар протяженностью 25 километров.

## Население
| Численность населения | Численность населения | Численность населения |
| 1989                  | 1999                  | 2009                  |
| --------------------- | --------------------- | --------------------- |
| 4430                  | ↗4511                 | ↗5195                 |

### Известные уроженцы
- Байтасов, Газиз Абдибекович (1971—2011) — казахстанский полицейский, народный герой Казахстана (2011).